# Ельтон (Волгоградська область)
Ельтон (рос. Эльтон) — селище у Палласовському районі Волгоградської області Російської Федерації.
Населення становить 2723  особи. Входить до складу муніципального утворення Ельтонське сільське поселення.

## Історія
Селище розташоване в межах українського історичного та культурного регіону Жовтий Клин.
Згідно із законом від 30 грудня 2004 року № 982-ОД, органом місцевого самоврядування є Ельтонське сільське поселення.

## Населення
| 1959 | 1970  | 1979  | 1989  | 2002  | 2010  |
| ---- | ----- | ----- | ----- | ----- | ----- |
| 5220 | ↘3022 | ↘2792 | ↘2543 | ↗2620 | ↗2723 |